# Genaveld tonnetje
Het genaveld tonnetje (Lauria cylindracea) is een slakkensoort uit de familie van de Lauriidae. De wetenschappelijke naam van de soort werd in 1778 voor het eerst geldig gepubliceerd door Emanuel Mendez da Costa.

## Kenmerken
Het slakkenhuisje is 6,7-9 mm hoog en heeft een diameter van 3-3,6 mm. Het is dik cilindrisch met een platte conische top. Er zijn 8 tot 10,5 platte afgeronde langzaam toenemende winding. De laatste winding stijgt langzaam naar de mond. De mond is afgerond met een brede gevouwen rand. De rand van de mond is echter onderbroken in het pariëtale gebied en verdikt op de andere plaatsen. Drie lamellen steken uit in de mond, twee aan de spilzijde ("columellaire plooien" of spilplooien), één sterke plooi op de mondwand ("pariëtale plooi"). De spindelplooien reiken niet tot aan de mondrand; meestal is de bovenste spindelvouw iets zwakker dan de onderste spindelvouw. Maar ze zijn duidelijk zichtbaar in de snuitweergave. De kleur van de schelp varieert van geelbruin tot roodbruin; het is slechts licht doorschijnend. Het is fijn en onregelmatig gestreept; vaak is het ook ingelegd met zwart. Vooral jonge dieren steken uitwerpselen op hun windingen om zich te camoufleren. In lokale populaties kunnen schaalafmetingen sterk variëren.

### Vergelijkbare soorten
De slakkenhuis van Lauria cylindracea is iets groter en boller dan de schaal van de Orcula gularis. Andere vergelijkbare soorten zijn het mostonnetje (Pupilla muscorum) en bepaalde korfslak-soorten zoals de in Limburg voorkomende vaatjesslak (Sphyradium doliolum).

## Verspreiding en leefgebied
Deze soort is beperkt tot twee gebieden in de Noordelijke en Zuidelijke Kalkalpen van Duitsland, Oostenrijk en Noord-Italië; het zuidelijke gebied is op zijn beurt verdeeld in een oostelijk en westelijk gebied. In Duitsland komt het alleen voor in de buurt van Berchtesgaden. In Nederland is deze soort algemeen voorkomend in de duinstreek. De soort gaat sterk vooruit en zal vermoedelijk in toenemende mate in het binnenland worden gevonden.
Het komt voor op hoogten tot 2200 meter boven de zeespiegel en leeft in puin op koele en vochtige hellingen alleen in gebieden met kalksteenbodems.